# Эболова
Эболо́ва (фр. Ebolowa) — город на юге Камеруна, столица Южного региона, центр департамента Мвила. Население 79,5 тыс. человек (данные 2001 года).

## География
Город расположен в 130 километрах к югу от Яунде и в 140 километрах к востоку от города Криби и Атлантического океана, на берегах реки Нтем. Связан автодорогами с городами Яунде, Дуала, Мбальмайо и Амбам. Имеет аэропорт.

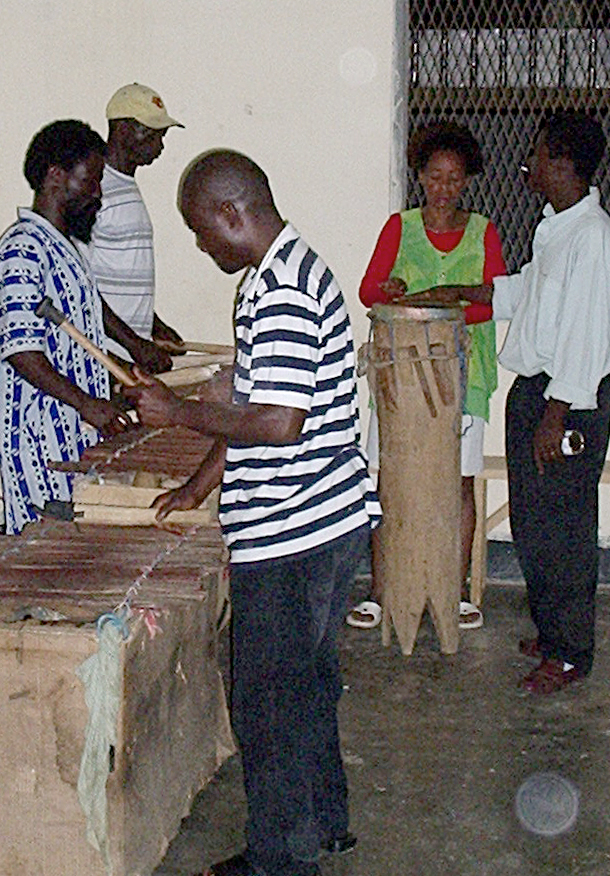
Музыканты города Эболова

## Население
Большинство населения составляет народ булу, соответственно и наиболее распространённый язык среди жителей города — булу. Также распространены другие языки банту и французский язык.
| Численность населения по годам (тыс. чел.) |      |      |      |       |
| Дата оценки или переписи                   | 1970 | 1987 | 2001 | 2008  |
| Численность населения                      | 24,0 | 34,8 | 79,5 | 117,6 |

## Экономика
Эболова — торгово-транспортный центр района выращивания какао и лесной промышленности. Продукция плантаций какао и лесозаготовки составляют основу экономики города.

## Достопримечательности
Одной из главных достопримечательностей города является гигантский баобаб, уходящий корнями в большой камень.